# 世緣之舟
《世緣之舟》（羅馬化：Petra Naruemit）是一部由查恰文·莎薩瓦葛倫執導，帕塔拉德·薩恩固安卡瓦迪與莫妲·娜琳叻主演的泰國古裝愛情電視劇，2023年3月18日起每週六至週日通過泰國第7電視台首播。

## 劇情簡介
一名年輕女子透過一個尋找命定之人的咒語「築舟經」穿越回近200年前的拉瑪三世時期，在那裡她遇到了她的靈魂伴侶，並揭開了與未來有關的秘密。

## 演員陣容
註：括號內的演員姓名為小名。

### 主要演員
- 帕塔拉德·薩恩固安卡瓦迪（Mike） 飾演 Khun Luang Rachamontri
（Nop）
- 莫妲·娜琳叻（Mook） 飾演 Khemiorn Apiraktharakon（Orn／Mae Orn）

- 阿帕·芭薇萊（Maggi）飾演 Bua

- 彭沙功·託蘇萬（Bom）飾演 Thotsaphol（Thot）

- 珀恩彩達·瓦拉帕查那（Mamaew）飾演 Kaew（前世）／Chokaew（現代）

### 其他演員
- 彭帕特·阿塔潘亞朋（Pol） 飾演 Sasithep（Thep）

- 帕莉塔·柴亞拉克（Fon） 飾演 Pathum

- 艾妮莎·努格拉哈（Sa） 飾演 Jan

- 孔查可恩·宋善藤（Gookgiik）飾演 Sasithorn

- 塔納薩克·吉塔鵬（JJ） 飾演 Yong

Khun Luang Rachamontri的親信
- 奧卡拉特·吉塔西里（Toast） 飾演 Man

Khun Luang Rachamontri的手下
- 納塔帕特·吉拉帕瓦蘇（Bright） 飾演 Chang

Khun Luang Rachamontri的手下
- 那金通·帕沙亞宛（Ice） 飾演 Khueang

Thep的手下
- 瓦堤·索帕普（Win） 飾演 Rueang

Thep的手下
- 瓊普努特·皮亞塔瑪猜（Jieb） 飾演 Yam

- 琵雅瑪斯·瑪尼亞袞（Pu） 飾演 Sarochini

Mae Bua的轉世，Sasithep與Sasithorn的奶奶
- 帕維娜·茶梨斯綑（Jeab） 飾演 Wad

- 頌波布·班傑帝庫爾（Hmu） 飾演 Athit

- 瓦苏·桑辛凯（Jeep） 飾演 Mahannop 博士

- 阿提瓦·舍尼翁·那·阿育他亞（Ton） 飾演 Itthiphol

- 普莉玛·拉特查塔（Deuan） 飾演 Saraphi

Bua與Pathum的母親
- 努特薩拉·普拉瓦納（Lin） 飾演 Choi

的母親
- 查倫鵬·普潘翁（Jib） 飾演 Wiang Phaen

傳授築舟經（Petra Naruemit）給Yong的法師
- 巴帕東·素萬邦 飾演 Khamlue

曾與Wiang Phaen是同門師兄弟的關係，後因不學無術最後被Wiang Phaen伏法
- 曼塔娜·喜瑪通坎（Poo） 飾演 Napha

Orn的母親，在Orn失蹤期間四處找尋她的蹤跡，最後決定放手並支持女兒回到過去追尋真愛
- 帕頌·遼拉翁（Honey） 飾演 Risa

- 霓莎瓊·修泰松（Nest） 飾演 Phum

### 特別出演
- 友薩瓦·塔瓦丕（Euro） 飾演 王子
- 帕查农·昂萨阿德（Billy） 飾演 王子
- 維查伊·薩伊芬（Seng） 飾演 王子

## 劇集迴響

### 泰國電視收視
- 收視最低的集數以藍色表示，收視最高的集數以紅色表示，而空格則表示該集的收視沒有相關數據。

| 集數 No.   | 播放日期      | 播放時段 (UTC+07:00) | 平均收視率 | 來源 |
| ---------- | ------------- | -------------------- | ---------- | ---- |
| 1          | 2023年3月18日 | 星期六 20:30         | 3.302      |      |
| 2          | 2023年3月19日 | 星期日 20:30         | 3.300      |      |
| 3          | 2023年3月25日 | 星期六 20:30         | 3.318      |      |
| 4          | 2023年3月26日 | 星期日 20:30         | 3.493      |      |
| 5          | 2023年4月1日  | 星期六 20:30         | 3.235      |      |
| 6          | 2023年4月2日  | 星期日 20:30         | 3.572      |      |
| 7          | 2023年4月8日  | 星期六 20:30         | 3.461      |      |
| 8          | 2023年4月9日  | 星期日 20:30         | 3.335      |      |
| 9          | 2023年4月15日 | 星期六 20:30         | 2.815      |      |
| 10         | 2023年4月16日 | 星期日 20:30         | 3.968      |      |
| 11         | 2023年4月22日 | 星期六 20:30         | 4.003      |      |
| 12         | 2023年4月23日 | 星期日 20:30         | 3.427      |      |
| 13         | 2023年4月29日 | 星期六 20:30         | 4.061      |      |
| 14         | 2023年4月30日 | 星期日 20:30         | 4.229      |      |
| 15         | 2023年5月6日  | 星期六 20:30         | 4.776      |      |
| 16         | 2023年5月7日  | 星期日 20:30         | 5.194      |      |
| 17         | 2023年5月13日 | 星期六 20:30         | 5.622      |      |
| 平均收視率 | 平均收視率    | 平均收視率           | 3.831      | 1    |

^1  基於每集的平均觀眾份額。

## 電視節目的變遷
| 泰國 泰國第7電視台 星期六至日 20:30－22:00  | 泰國 泰國第7電視台 星期六至日 20:30－22:00 | 泰國 泰國第7電視台 星期六至日 20:30－22:00 |
| ------------------------------------------- | ------------------------------------------ | ------------------------------------------ |
|                                             | 世緣之舟 （2023年3月18日－2023年5月13日）  |                                            |
| 親愛的女士 （2023年1月15日－2023年3月12日） | 旋轉的愛2021 重播 （2023年5月14日－）      |                                            |